# Kårstjärnen
Kårstjärnen är en sjö i Hofors kommun i Gästrikland och ingår i Gavleåns huvudavrinningsområde.
Kårstjärnen ligger i Kårsberget Natura 2000-område.